# مقاطعة غرانت (فرجينيا الغربية)
مقاطعة غرانت هي مقاطعة في فرجينيا الغربية، تتبع فيرجينيا الغربية، بلغ عدد سكانها 11٬937  نسمة، في 2010، عاصمتها بطرسبورغ، تبلغ مساحتها 1٬244 كيلومتر مربع.

## الموقع
تشترك في الحدود مع:
- مقاطعة غاريت، ميريلاند
- مقاطعة بيندلتون (فرجينيا الغربية).